# فلافيوس باوتو
فلافيوس باوتو هو قائد عسكري روماني من أصل فرنجي من القرن الرابع، وهو والد الامبراطورة إيليا أودوكسيا والجنرال أربوغست. عمل تحت إمرة الإمبراطور ثيودوسيوس الأول، وعندما قام الغاصب ماغنوس مكسيموس بأخذ عرش روما من فالنتينيان الثاني، ساعد ثيودوسيوس بالإطاحة به. شغل منصب القنصل في سنة 385. توفي بعد ذلك بفترة قصيرة. تزوجت إبنته لاحقا إيليا أودوكسيا من الإمبراطور أركاديوس في سنة 395 لتصبح أكثر الأشخاص نفوذا في الامبراطورية الرومانية الشرقية. باوتو بقي وثنياً طوال حياته وقد عارض قيام أمبروز أسقف ميلانو بإزالة قوس فكتوري المخصص للإلهة فكتوريا في ميلانو.